# Olmedo (Guayaquil)
Olmedo, auch Olmedo "San Alejo", ist ein Stadtteil von Guayaquil und eine Parroquia urbana im Kanton Guayaquil der ecuadorianischen Provinz Guayas. Die Fläche beträgt etwa 61 ha. Die Einwohnerzahl lag 2010 bei 6623.

## Lage
Die Parroquia Olmedo liegt im Stadtzentrum von Guayaquil. Das am Westufer des Río Guayas gelegene rechtecksförmige Gebiet hat eine Längsausdehnung in Nord-Süd-Richtung von 890 m sowie eine mittlere Breite von 600 m. Das Verwaltungsgebiet wird im Westen von der Calle Lorenzo de Guaraycoa begrenzt. Im Norden verläuft die Verwaltungsgrenze entlang der Avenida Cristobal Colón Fontanarrosa, im Süden entlang der Calle Carlos Gómez Rendon.
Die Parroquia Olmedo grenzt im Süden an die Parroquia Ayacucho, im Westen an die Parroquia Bolívar sowie im Norden an die Parroquia Rocafuerte.

## Sehenswertes
In dem Verwaltungsgebiet befinden sich die Parkanlagen Chile und Montalvo sowie die Plaza Olmedo, die Kirchen San José und San Alejo, La Bahía, die frühere Comisión de Tránsito del Ecuador, der Mercado del Sur, Fuerte San Carlos sowie die Barrios Cinco Esquinas und Conchero.

## Geschichte
Die Parroquia wurde nach dem Politiker und ersten Präsidenten der Freien Provinz Guayaquil, José Joaquín de Olmedo, benannt.